# III. třída okresu Hradec Králové 2011/2012
V utkáních III. třídy okresu Hradec Králové 2011/2012, jedné ze skupin 9. nejvyšší fotbalové soutěže v Česku, se utkalo 14 týmů dvoukolovým systémem podzim – jaro. Tento ročník začal v srpnu 2011 a skončil v červnu 2012.
Postup do II. třídy okresu Hradec Králové 2012/2013 si zajistil vítězný tým TJ Sokol Sendražice. Sestoupily poslední 3 týmy FK Černilov "B", TJ Sokol Nové Město nad Cidlinou a Sokol Lhota pod Libčany "B".

## Konečná tabulka III. třídy okresu Hradec Králové 2011/2012
| Poř. | Tým                              | Z  | V  | R | P  | VG | OG | B  |
| ---- | -------------------------------- | -- | -- | - | -- | -- | -- | -- |
| 1.   | TJ Sokol Sendražice              | 26 | 18 | 1 | 7  | 69 | 36 | 55 |
| 2.   | TJ Sokol Ohnišťany               | 26 | 16 | 4 | 6  | 67 | 51 | 52 |
| 3.   | FC Slavia Hradec Králové „B“ (N) | 26 | 16 | 2 | 8  | 79 | 44 | 50 |
| 4.   | TJ Sokol Kratonohy „B“ (N)       | 26 | 14 | 5 | 7  | 62 | 33 | 47 |
| 5.   | AFK Urbanice                     | 26 | 14 | 5 | 8  | 76 | 48 | 46 |
| 6.   | TJ Sokol Velichovky (S)          | 26 | 12 | 4 | 10 | 51 | 43 | 40 |
| 7.   | FC Spartak Kobylice "B"          | 26 | 13 | 1 | 12 | 54 | 72 | 40 |
| 8.   | TJ Sokol Skřivany                | 26 | 10 | 3 | 13 | 42 | 60 | 33 |
| 9.   | SK Slavia Libřice                | 26 | 8  | 8 | 10 | 47 | 49 | 32 |
| 10.  | RMSK Cidlina Nový Bydžov "C"     | 26 | 10 | 2 | 14 | 54 | 63 | 32 |
| 11.  | TJ Sokol Malšova Lhota           | 26 | 8  | 5 | 13 | 43 | 58 | 29 |
| 12.  | FK Černilov "B"                  | 26 | 9  | 2 | 15 | 55 | 73 | 29 |
| 13.  | TJ Sokol Nové Město nad Cidlinou | 26 | 7  | 3 | 16 | 41 | 60 | 24 |
| 14.  | Sokol Lhota pod Libčany "B"      | 26 | 3  | 4 | 19 | 36 | 86 | 13 |

Poznámky:
- Z = Odehrané zápasy; V = Vítězství; R = Remízy; P = Prohry; VG = Vstřelené góly; OG = Obdržené góly; B = Body; (S) = Mužstvo sestoupivší z vyšší soutěže; (N) = Mužstvo postoupivší z nižší soutěže (nováček)

|  | Postup do II. třídy okresu Hradec Králové 2012/2013 |
|  | Sestup do IV. třídy okresu Hradec Králové 2012/2013 |